# Yandex.Games
Yandex.Games es la plataforma de juegos en línea de la empresa «Yandex». Esta plataforma te permite jugar desde tu navegador tanto en tu ordenador como en tu dispositivo móvil.
Desde enero de 2022, la cantidad de juegos incluidos en el catálogo supera ya los 10 000 y juegan más de 11 millones de personas al mes.
Según el jefe de Yandex.Games, Pavel Epishin, el 70% del tiempo que los usuarios pasan en la plataforma lo hacen jugando desde los dispositivos móviles. Al mismo tiempo, el 46% del tiempo recae en juegos supercasuales.
La plataforma es compatible con dos tipos de monetización: publicidad y compras dentro de las aplicaciones. Dentro de los propios juegos ya se puede utilizar la moneda interna del servicio: «Yan».
Los desarrolladores pueden añadir sus juegos de forma independiente al catálogo de la plataforma y editarlos en el futuro. Todos los juegos pasan un proceso de revisión. Los requisitos obligatorios incluyen la integración con el SDK de Yandex.Games, compatibilidad con HTTPS y modo desconectado Service Worker. Los desarrolladores de juegos pueden seguir las actualizaciones de la plataforma en el blog. Yandex.Games incentiva a los desarrolladores extranjeros a localizar sus juegos al idioma ruso. Un ejemplo de esto es la colaboración multiplataforma con la empresa holandesa Azerion.
Además de un sistema de calificaciones y reseñas de los usuarios, el servicio utiliza algoritmos complejos para crear selecciones personalizadas de juegos a los que ya han jugado o aquellos a los que quieren jugar. Al mismo tiempo, los juegos que los usuarios juegan con más frecuencia están disponibles sin acceso a Internet.